# I Shall Be Released
Pistes de Bob Dylan's Greatest Hits Vol. 2
When I Paint My Masterpiece You Ain't Going Nowhere
I Shall Be Released est une chanson de Bob Dylan, écrite en 1967. Il en a réalisé deux enregistrements : le premier lors des sessions des Basement Tapes, en 1967, publiée sur la compilation The Bootleg Series Volumes 1-3 (Rare and Unreleased) 1961-1991 (1991), et le second en 1971 pour la compilation Bob Dylan's Greatest Hits Vol. 2. Elle est également la dernière chanson du concert et du film La Dernière Valse de Martin Scorsese, interprétée par Bob Dylan, The Band et leurs invités.

## Reprises
- The Band sur l'album Music from Big Pink (1968) et lors du concert d'adieu The Last Waltz (1976)
- Joan Baez sur l'album Any Day Now (1968)
- The Tremeloes en single (1968)
- Peter, Paul and Mary sur l’album Late Again (en) (1968)
- The Hollies sur l'album Hollies Sing Dylan (1969)
- Cass Elliot, Mary Travers et Joni Mitchell on the "Mama Cass Television Program".
- Pearls Before Swine sur l'album These Things Too (1969)
- Joe Cocker sur l'album With a Little Help from My Friends (1968) et en live à Woodstock (1969)
- Nina Simone sur l'album To Love Somebody (1969)
- Marmalade sur l'album There's a Lot of It About (1969)
- Bette Midler sur l'album Bette Midler (1973)
- The Heptones sur l'album Party Time (1977)
- Jacob Miller sur l'album Jacob "Killer" Miller (1978)
- Chrissie Hynde sur l'album live The 30th Anniversary Concert Celebration (1992)
- Stephan Eicher et Texas en duo dans l'émission Taratata (enregistrée 07/12/1993, diffusée 08/01/1994), figure dans l'album Duos Taratata (1995)
- The Mahotella Queens sur l'album Women of the World (1993)
- The Box Tops sur l'album Soul Deep (1996)
- Paul Weller  (1996)
- Jeff Buckley sur l'album Live at Sin-é (Legacy Edition) (2003)